# Crepidomanes
Crepidomanes es un género de helechos perteneciente a la familia Hymenophyllaceae.

## Especies
- Crepidomanes aphlebioides (H.Christ) Bostock
- Crepidomanes barnardianum (F.M.Bailey) Tindale
- Crepidomanes bipunctatum (Poir.) Copel.
- Crepidomanes endlicherianum (C.Presl) P.S.Green - Middle Filmy Fern
- Crepidomanes humile (G.Forst.) Bosch
- Crepidomanes johnstonense (F.M.Bailey) K.Iwats.
- Crepidomanes kurzii (Bedd.) Tagawa & K.Iwats.
- Crepidomanes majoriae (Watts) N.A.Wakef.
- Crepidomanes pallidum (Blume) K.Iwats.
- Crepidomanes proliferum (Blume) Bostock
- Crepidomanes saxifragoides (C.Presl) P.S.Green - Small Filmy Fern
- Crepidomanes venosum (R.Br.) Bostock - Veined Bristle-fern
- Crepidomanes vitiense (Baker) Bostock
- Crepidomanes walleri (Watts) Tindale